# Sven Ericson
Sven Erik Ericson, född 20 februari 1886 i Flen, död 8 november 1956 i Sankt Matteus församling i Stockholm, var en svensk konstnär.
Ericson studerade vid Althins målarskola i Stockholm samt vid Valands målarskola i Göteborg och under studieresor till Köpenhamn och München. Hans konst består av motiv från skärgården med fiskarstugor och båtar samt landskapsmålningar.
Sven Ericson är begravd på Mariebergs kyrkogård i Göteborg.